# Camino Lebaniego Castellano
El Camino Lebaniego Castellano es un itinerario cultural documentado ya a principios del siglo XVI entre la ciudad de Palencia (Castilla y León) y el monasterio de Santo Toribio de Liébana en Camaleño (Cantabria). El Camino Lebaniego Castellano es una vía tradicional de peregrinación que ya aparece citada en 1455 y de la que queda constancia en el libro de actas de la catedral de Palencia.

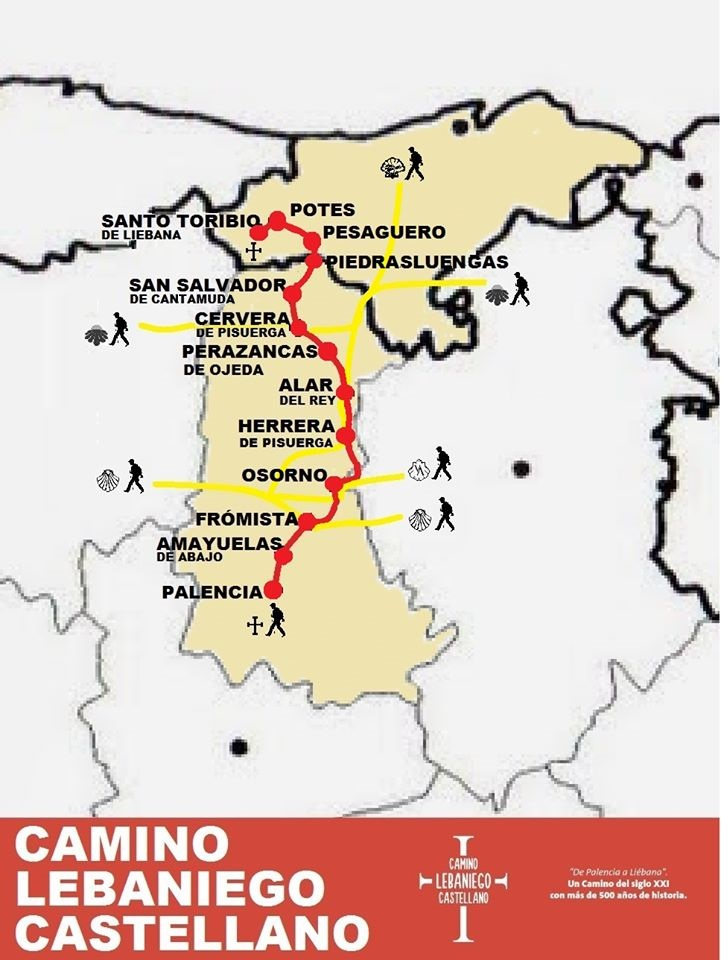
Camino Lebaniego Castellano

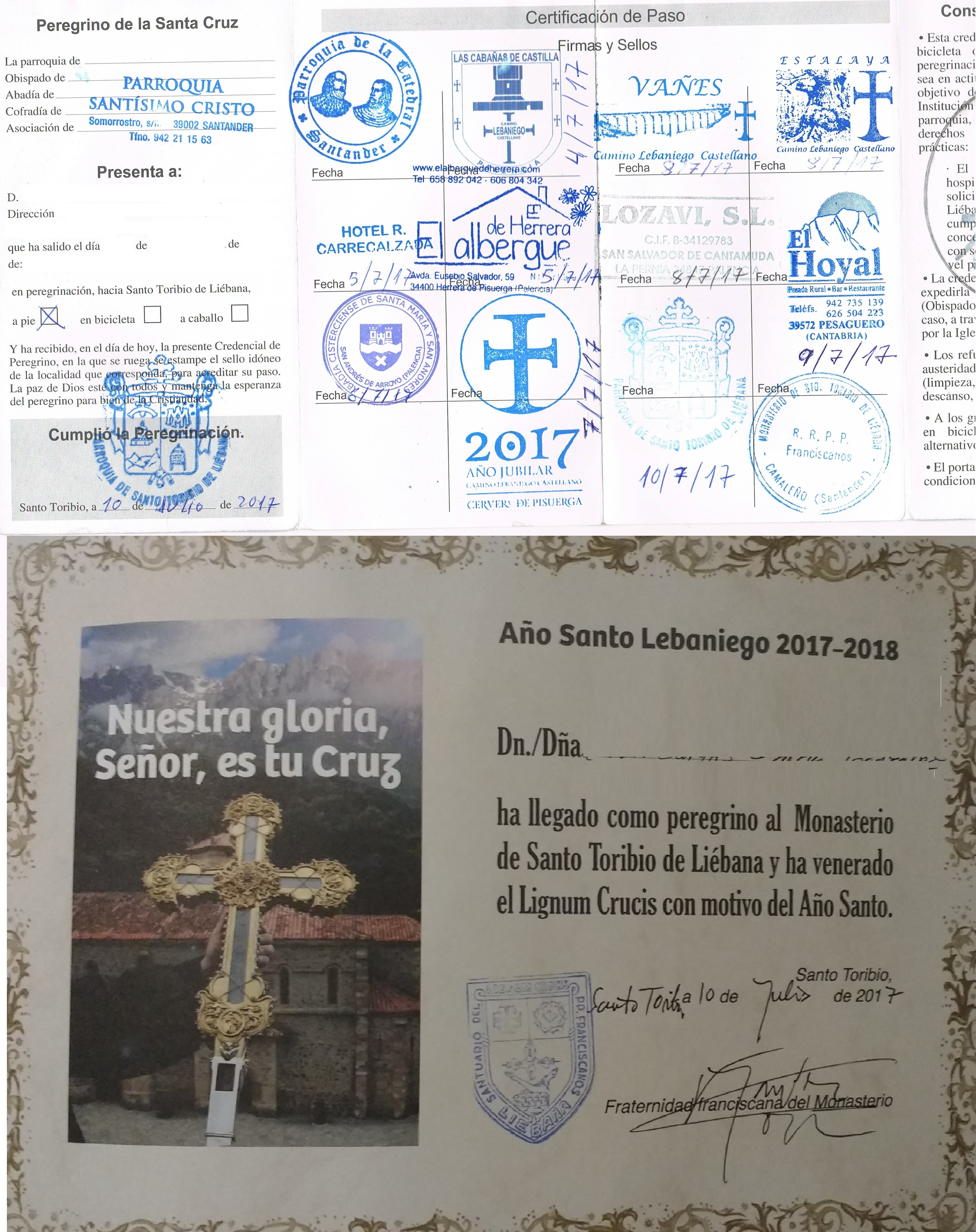
Credencial y diploma del Camino Lebaniego Castellano

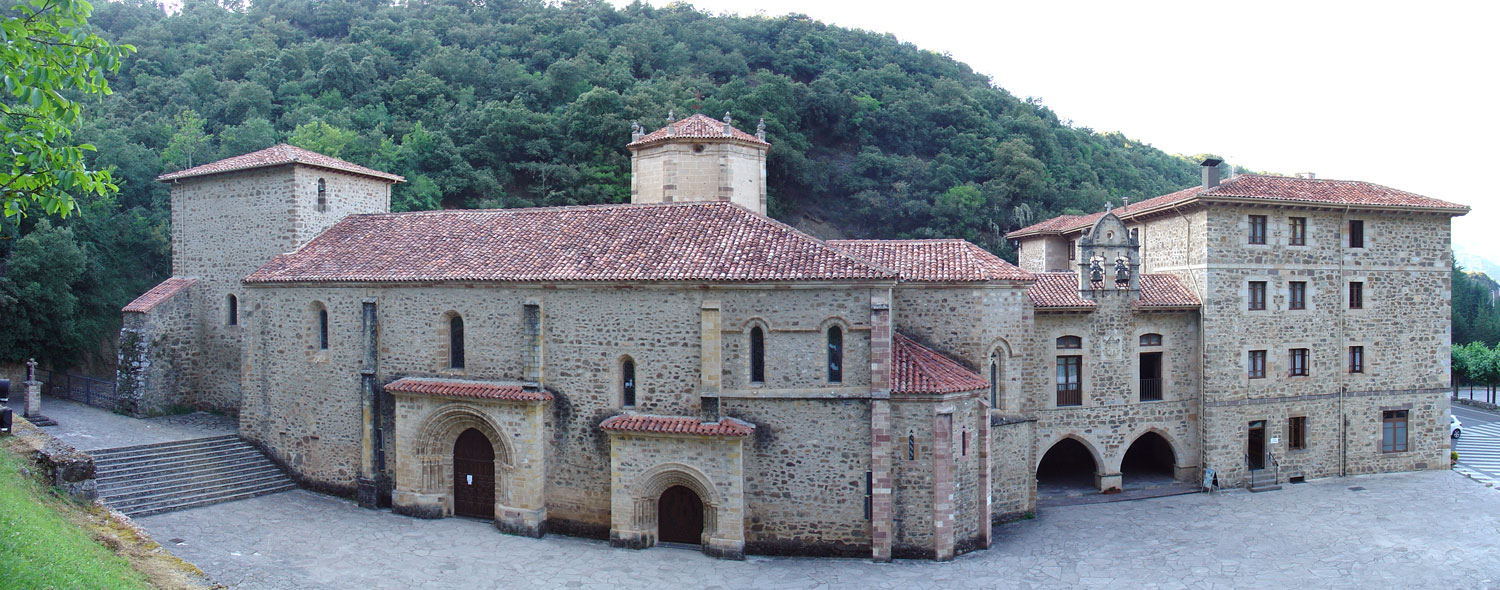
Vista panorámica del monasterio de Santo Toribio de Liébana

## Descripción
El Camino Lebaniego Castellano, aprovecha en su primer tramo, las sirgas del Canal de Castilla, siguiendo por los caminos que los romanos debieron tender por estas localidades de La Pernía, La calzada del «Burejo», que partía desde  Pisoraca  y cruzaba el puerto de Piedrasluengas.
La conmemoración del Año Santo Lebaniego comenzó en el siglo XVI, con la bula del papa Julio II de 23 de septiembre de 1512, que otorgaba el privilegio de la celebración del año jubilar lebaniego. Este hecho elevó el monasterio de Santo Toribio a un importante centro de peregrinación y uno de los lugares santos más relevantes de Europa. La bula papal se otorgó por la presencia, en la abadía, del lignum crucis, la reliquia que Toribio de Astorga había traído de Tierra Santa y fragmento de la cruz de Cristo más grande de que se dispone. Esta es la razón por la sus peregrinos se les denomina “crucenos o cruceros”. La peregrinación a Santo Toribio se une el Camino del Norte a Santiago de Compostela, el camino de las primeras peregrinaciones jacobeas. 
Desde 2018 el crucero puede hacer un tramo de su peregrinar en barco, entre los pueblos de Frómista y Boadilla del Camino gracias al canal de Castilla.
El año jubilar lebaniego se celebra cada año en el que el 16 de abril, festividad de santo Toribio, coincide en domingo.

## Historia

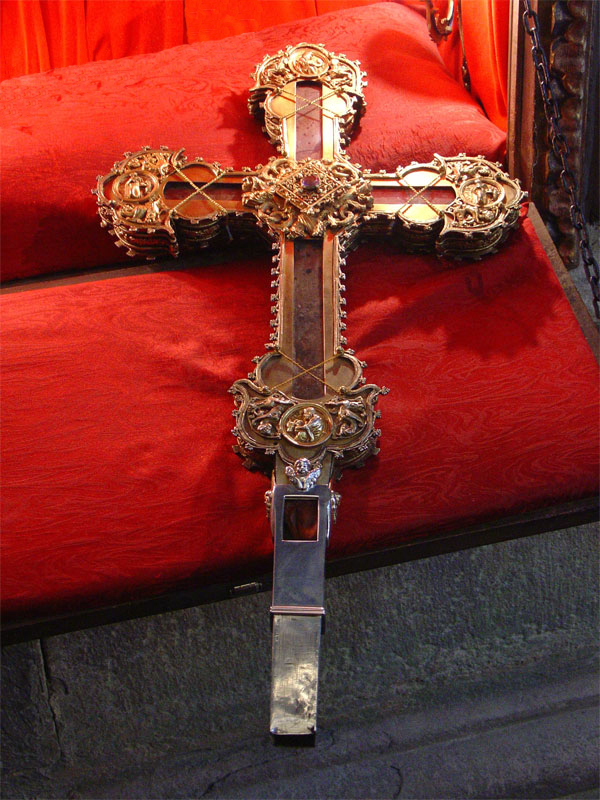
El lignum crucis conservado en el monasterio.

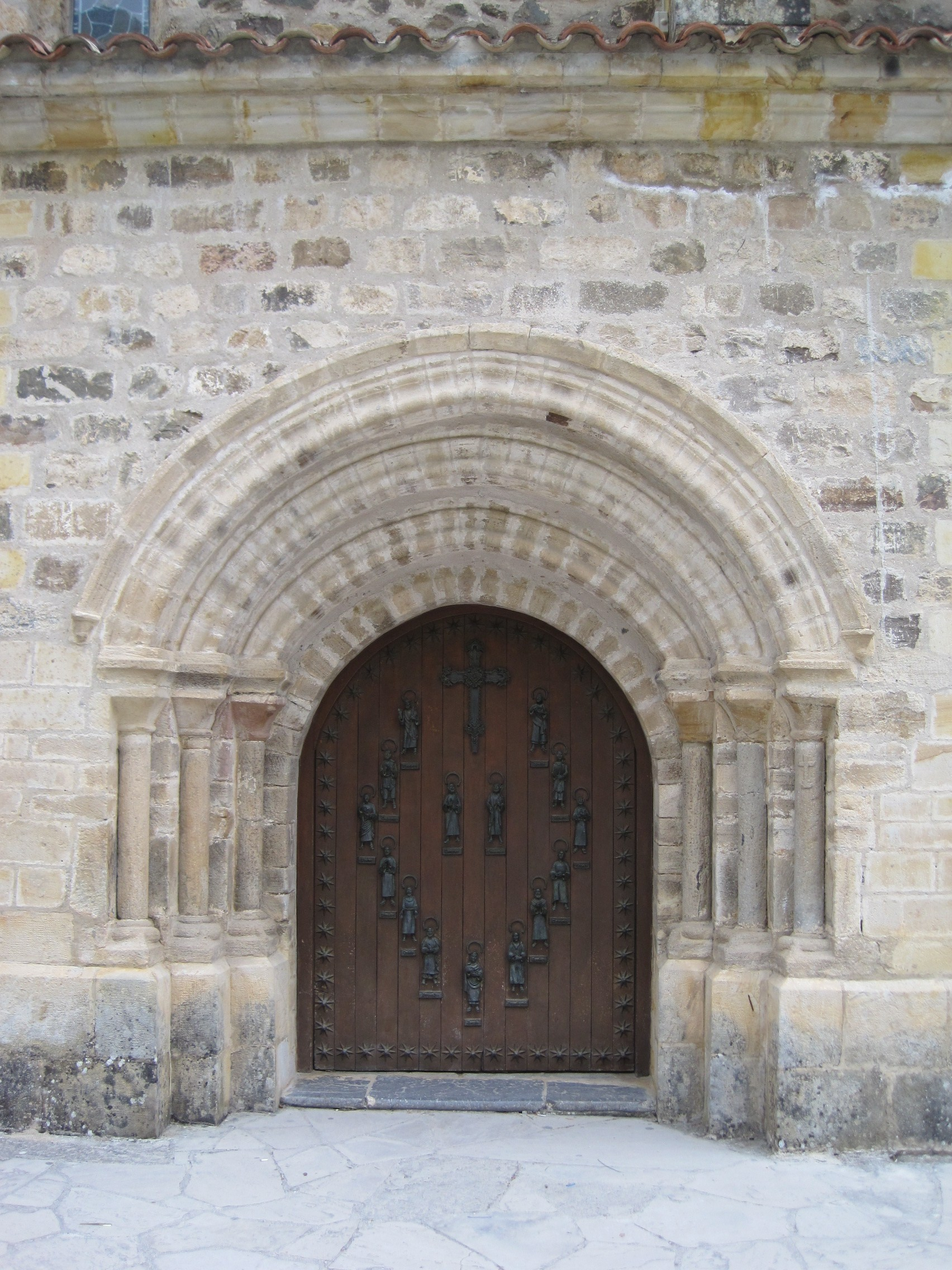
Puerta del Perdón.

### Monasterio de Santo Toribio de Liébana
El monasterio de Santo Toribio de Liébana es un monasterio franciscano localizado en el municipio de Camaleño y próximo a Potes, en la comarca de Liébana (Cantabria, España). Alberga obras de Beato de Liébana, así como una reliquia del lignum crucis, que, en este caso, es el trozo más grande conocido de la cruz donde murió Jesucristo. Su Puerta del Perdón se abre al comienzo de cada año jubilar lebaniego para recibir a los peregrinos. Junto a Jerusalén, Roma, Santiago de Compostela y Caravaca de la Cruz, es uno de los lugares santos del cristianismo. Fue declarado monumento nacional el 11 de agosto de 1953.
Las primitivas construcciones que conformarían el monasterio serían sencillas, dentro del estilo prerrománico, quizás de estilo asturiano o mozárabe. Durante los siglos X y XI se había producido una gran expansión del monasterio por los valles de Liébana. 
En el año 1256, se construye la actual iglesia, con el apoyo económico de los fieles, por medio de indulgencias concedidas para tal fin por el obispo palentino Fernando, del cual dependía el monasterio, después compartido con los Obispados de Oviedo y Burgos hasta la creación del Obispado de Santander en el siglo XVIII, pasando a depender el monasterio a Santander.
La relación con el Obispado de Palencia desde su creación hace que el Camino Lebaniego Castellano sea el primero del que se tiene constancia con la bula conservada de la catedral de Palencia del año 1455.

### Fundación.  Santo Toribio, obispo de Palencia
Según la tradición, la fundación del monasterio se debe a Toribio, un monje que había nacido en Turieno.  y que llegó a ser obispo suplente de Palencia, su firma aparece en el II Concilio de Toledo (527, 5.º año del reinado de Amalarico), Montano, arzobispo de Toledo, anuló la elección de un nuevo obispo de Palencia hacia el 527 y, de hecho, el Concilio de Toledo que se celebró ese año no contó con la presencia de ningún obispo de esta sede. Retirado el obispo ilegítimo, Montano nombró al presbítero Toribio como vicario de la diócesis con toda potestad para reprimir los excesos de los clérigos palentinos, su ducesor fue el obispo Maurila.

### Refundación
Refundado por Alonso Ordóñez, conde de Asturias, hijo de Ordoño Froilaz el Ciego, Infante de León, y nieto de Fruela II, rey de Asturias y de León.
Alonso Ordóñez, señor de muchas tierras en Asturias y en el antiguo territorio de Liébana, donde refundó en 955 el monasterio de Santa María, para colocar en él el cuerpo de Santo Toribio de Astorga o Liébana, sucediéndole el prodigio de que, queriendo reconocer aquel sagrado cadáver, quedó repentinamente ciego en castigo de su temeraria curiosidad, y después por intercesión del mismo Santo recobró la vista, con los restos de Santo Toribio se llevó el lignum crucis. (Se cree que el monasterio de Santa María se puede referir al cercano de Piasca, al considerarlo de mayor entidad, pero ante el milagro, dejó los resto en el actual de Santo Toribio).
Descendientes directos son los señores de Castañeda, afincados en tierras de Palencia, en Las Cabañas y en Burgos en Hormaza y en Las Hormazas.

### Santo Toribio, obispo de Astorga
Probablemente durante el siglo VIII  el cuerpo de otro obispo,  Toribio de Astorga, fue trasladado al monasterio junto con las reliquias que se cree había traído de Tierra Santa. La más importante de estas es el lignum crucis.
Nace Toribio a principios del siglo V en la Gallaecia romana, más concretamente en Astorga, la Asturica Augusta. Es educado cristianamente y peregrina a Tierra Santa, siendo ordenado como sacerdote en Jerusalén. Poco después es de nombrado custodio de los santos lugares de Jerusalén. Viendo el peligro que corrían algunas santas reliquias, Toribio, al volver a Astorga, se trajo varias de ellas, entre las cuales estaba parte del brazo izquierdo de la cruz del Señor, donde él fue crucificado en el Gólgota. Parece que poco después se retiró a Tuy, y al volver a Astorga es ordenado obispo de la ciudad hacia el año 444. No le faltaron detractores y calumniadores. En unión con otros obispos católicos, como Idacio de Chaves, combate la herejía  de los priscilianistas, muy seguida en muchas iglesias de la España de entonces. Los priscilianistas negaban la  Trinidad, la encarnación del Verbo; Dios era una sola única persona, pero se manifestaba de forma diversa, entre otras doctrinas erradas.   San León Magno  le apoyará en la defensa de la fe con una carta. Posteriormente preside dos concilios, en Braga y en Toledo, donde se proclama la fe católica.
En el año 456, los godos destruyen Astorga y le llevan preso a las Galias. Al regreso, se dedica a reconstruir la ciudad; posteriormente se retira a un monasterio. Los fieles le instan a que no les abandone y él lo que hace es bendecir la ciudad desde un montículo cercano a la misma, en San Justo de la Vega, y, posteriormente, vuelve a la ciudad donde morirá en el año 480. Sus reliquias, con la invasión de los moros, fueron trasladadas con las reliquias que él había traído de Palestina, entre ellas la reliquia de la Santa Cruz, a las montañas de Liébana, en el monasterio de San Martín de Turieno, que con el tiempo cambia de nombre y pasa a llamarse monasterio de Santo Toribio de Liébana.
La relación con Palencia  proviene del apostolado de santo Toribio en defensa de la fe católica. Cuenta a la leyenda que no fue muy bien recibido por los palentinos, que le apedrearon, retirándose él al cerro de Santa María, hoy cerro del Cristo. El respondió compartiendo el pan y el queso, fiesta que se celebra el domingo más cercano al 16 de abril, excepto si coincide con Semana Santa, pedrea de santo Toribio. Según cuenta la leyenda, corría el año 447 cuando santo Toribio llegó a Palencia a predicar contra la herejía priscilianista. Prisciliano fue obispo de Ávila y fue expulsado de la Iglesia católica por predicar su doctrina, que no reconocía entre otras cosas a la Trinidad. Más tarde fue acusado de mago y fue ajusticiado. Parece ser que tuvo muchos seguidores entre los visigodos de entonces sobre todo en Galicia y en el norte de España. Los palentinos, que eran adeptos a la secta, insultaron y apedrearon a Toribio, teniéndose que retirar, a una de las cuevas del cerro del Otero. Desde su gruta, santo Toribio, mandó que se desbordaran las aguas del río Carrión y la ciudad quedó totalmente inundada. Los vecinos subieron hasta el cerro y allí pidieron perdón al santo y este mando que las aguas volviesen a su cauce, cosa que así sucedió.
Esta leyenda rescata posiblemente una inundación que ocurrió cuatro siglos antes en la ciudad según estudios arqueológicos realizados en 2012, y que debía estar en el recuerdo popular, para dar más fuerza al supuesto milagro de santo Toribio.

### Beato de Liébana
El monasterio fue además el lugar donde en el siglo VIII el monje Beato de Liébana  escribió e ilustró sus libros, entre los que destaca el Comentario al Apocalipsis. 
El Comentario del Apocalipsis menciona que Santiago es el evangelizador de Hispania. Algunos historiadores piensan incluso que Beato es el autor del himno O dei verbum, en el cual se califica a sant Yago de santo patrón de España

## Itinerario

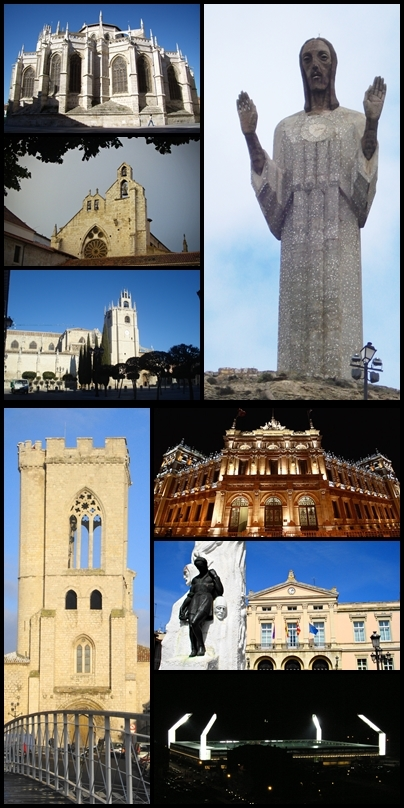
Palencia

Etapas y pueblos por los que pasa:
| Localidad o municipio       | Provincia | A Santo Toribio de Liébana (km) |
| --------------------------- | --------- | ------------------------------- |
| Palencia                    | Palencia  | 227                             |
| Amayuelas de Abajo          | Palencia  | 196                             |
| Frómista                    | Palencia  | 181                             |
| Osorno                      | Palencia  | 160                             |
| Herrera de Pisuerga         | Palencia  | 133                             |
| Alar del Rey                | Palencia  | 113                             |
| Perazancas de Ojeda         | Palencia  | 89                              |
| Cervera de Pisuerga         | Palencia  | 70                              |
| San Salvador de Cantamuda   | Palencia  | 53                              |
| Camasobres / Piedrasluengas | Palencia  | 40                              |
| Pesaguero                   | Cantabria | 24                              |
| Santo Toribio de Liébana    | Cantabria | 0                               |

## Localidades y patrimonio por las que pasa el Camino Lebaniego Castellano

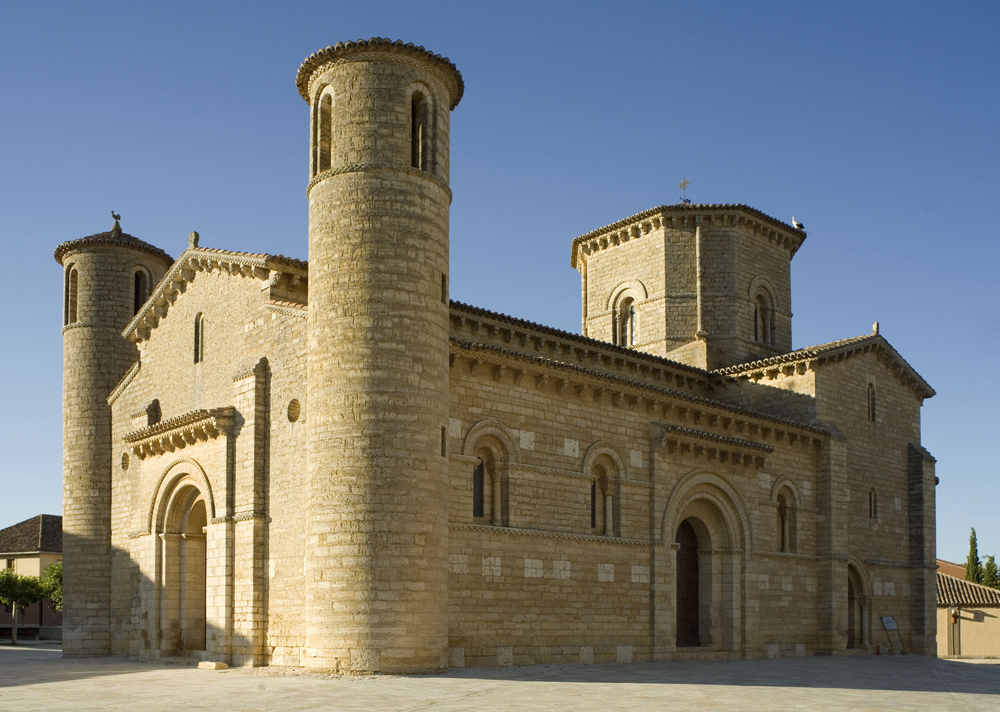
Iglesia de San Martín de Tours. Frómista.

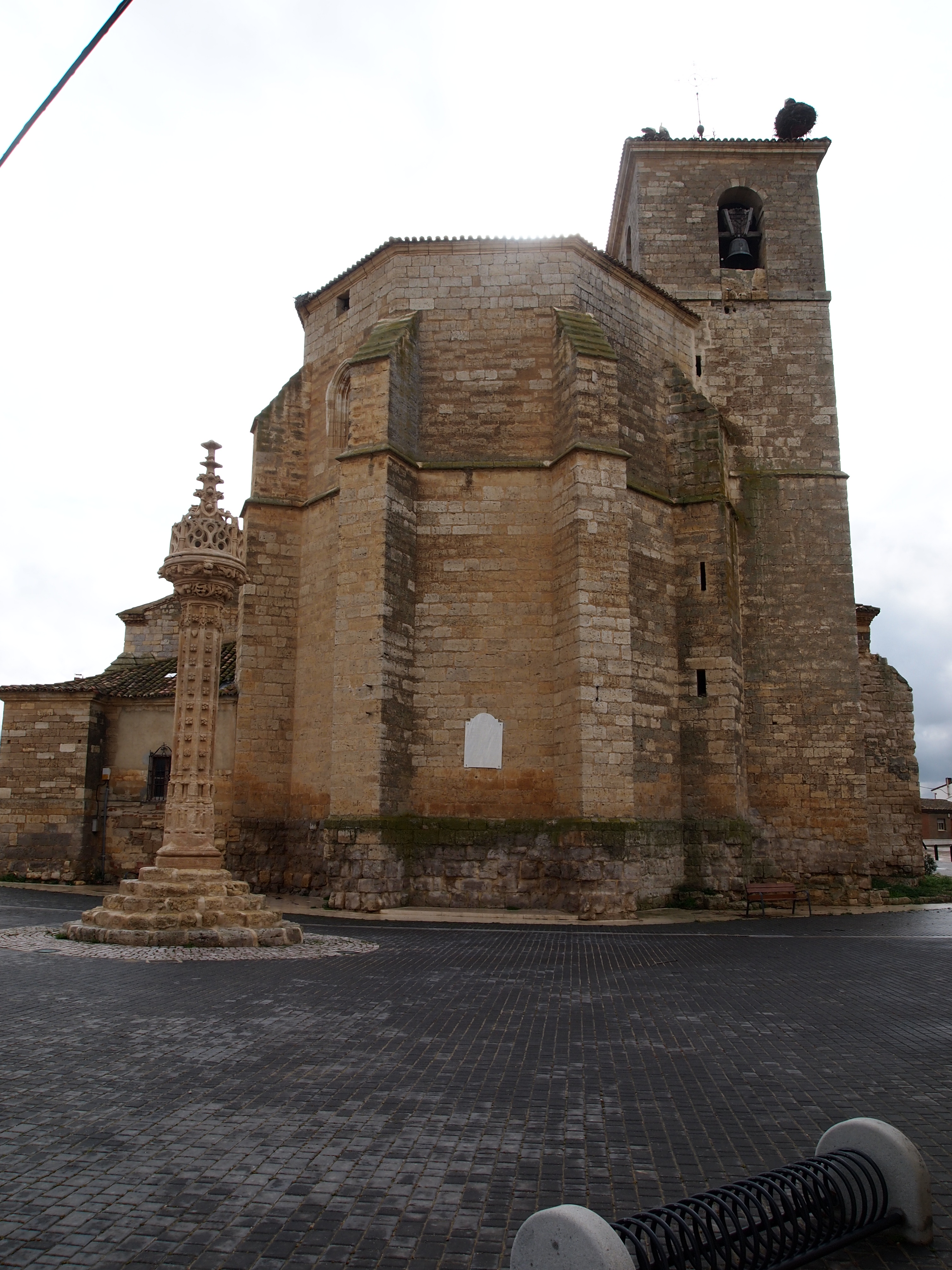
Iglesia de Santa María de la Asunción y rollo gótico. Boadilla del Camino

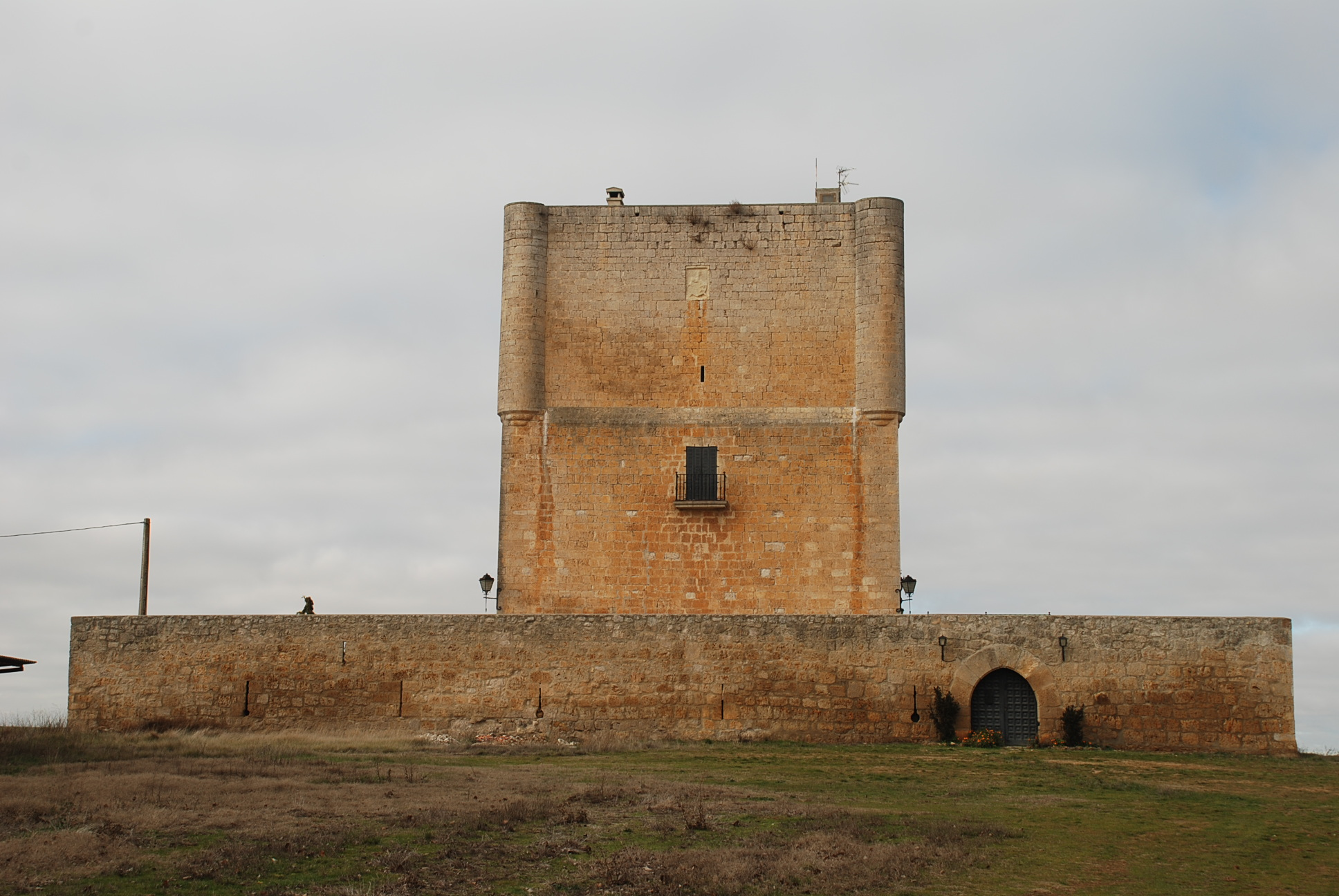
Castillo de Las Cabañas de Castilla.

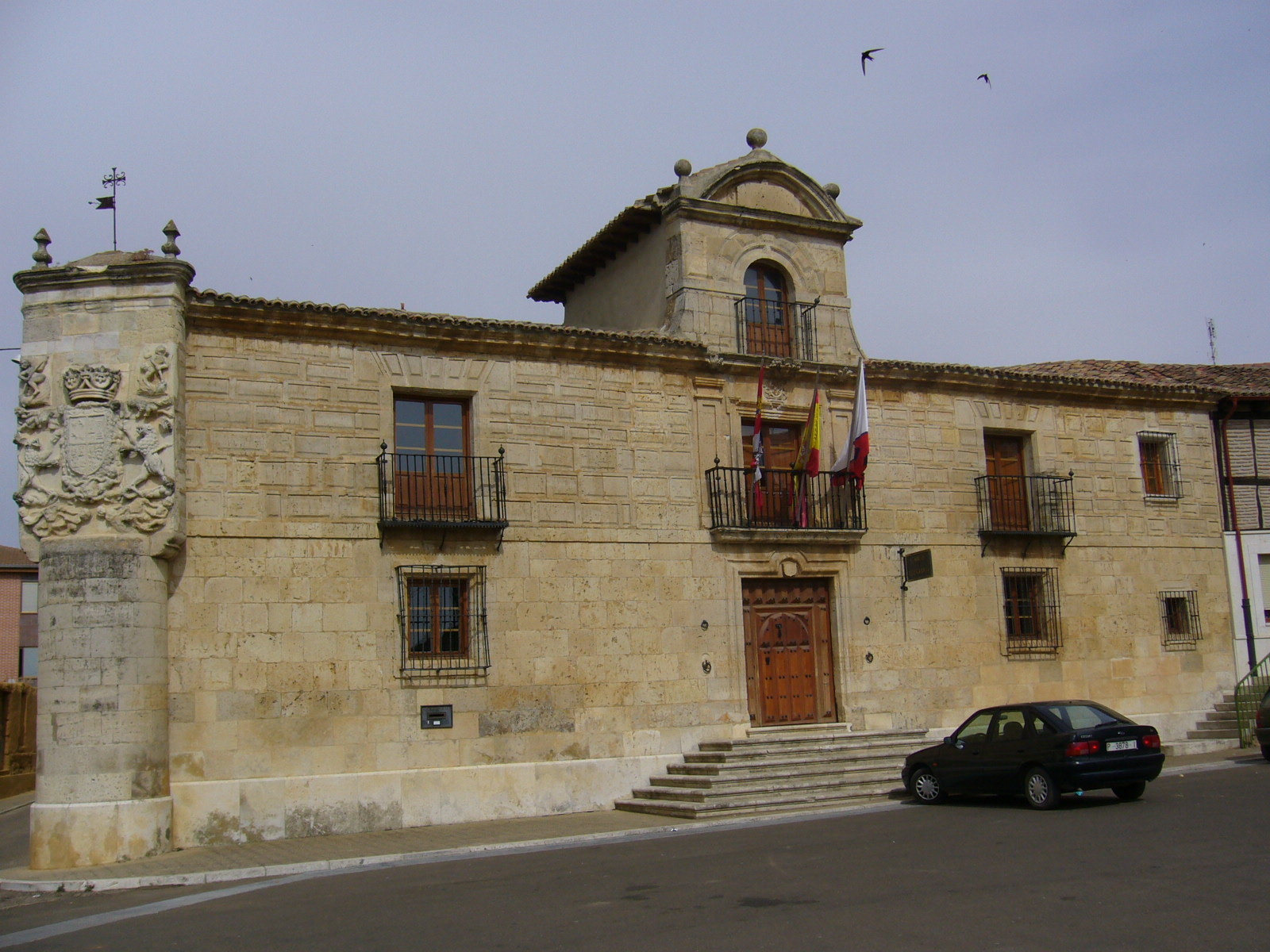
Casa consistorial de Osorno la Mayor, sede del Ayuntamiento del municipio.

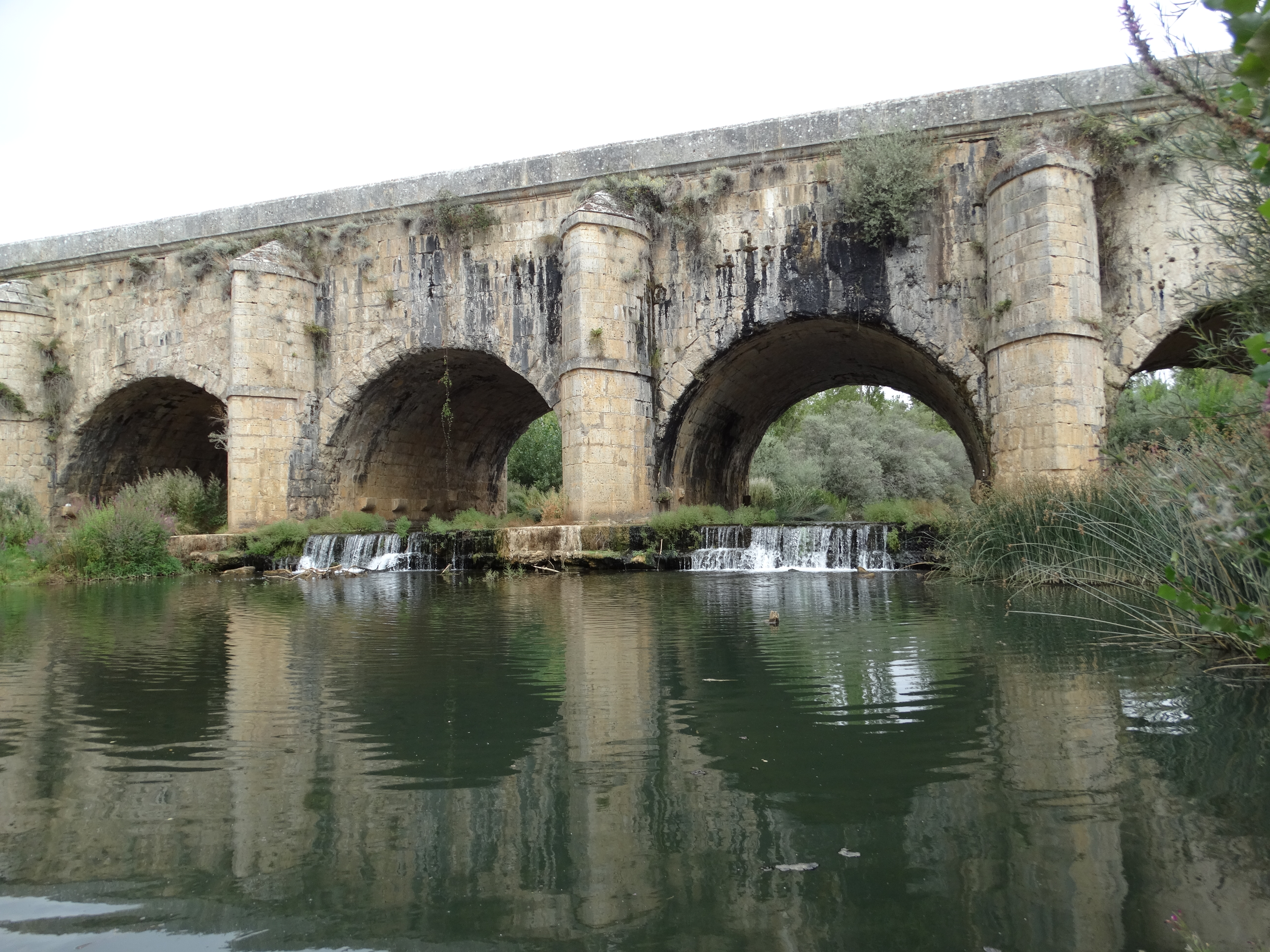
Acueducto de Abánades. Canal de Castilla

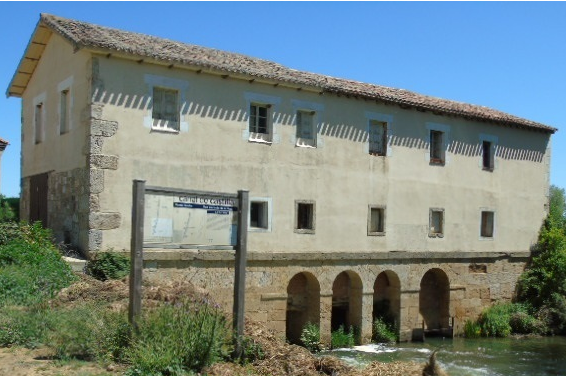
San Llorente, fábrica en el canal de Castilla

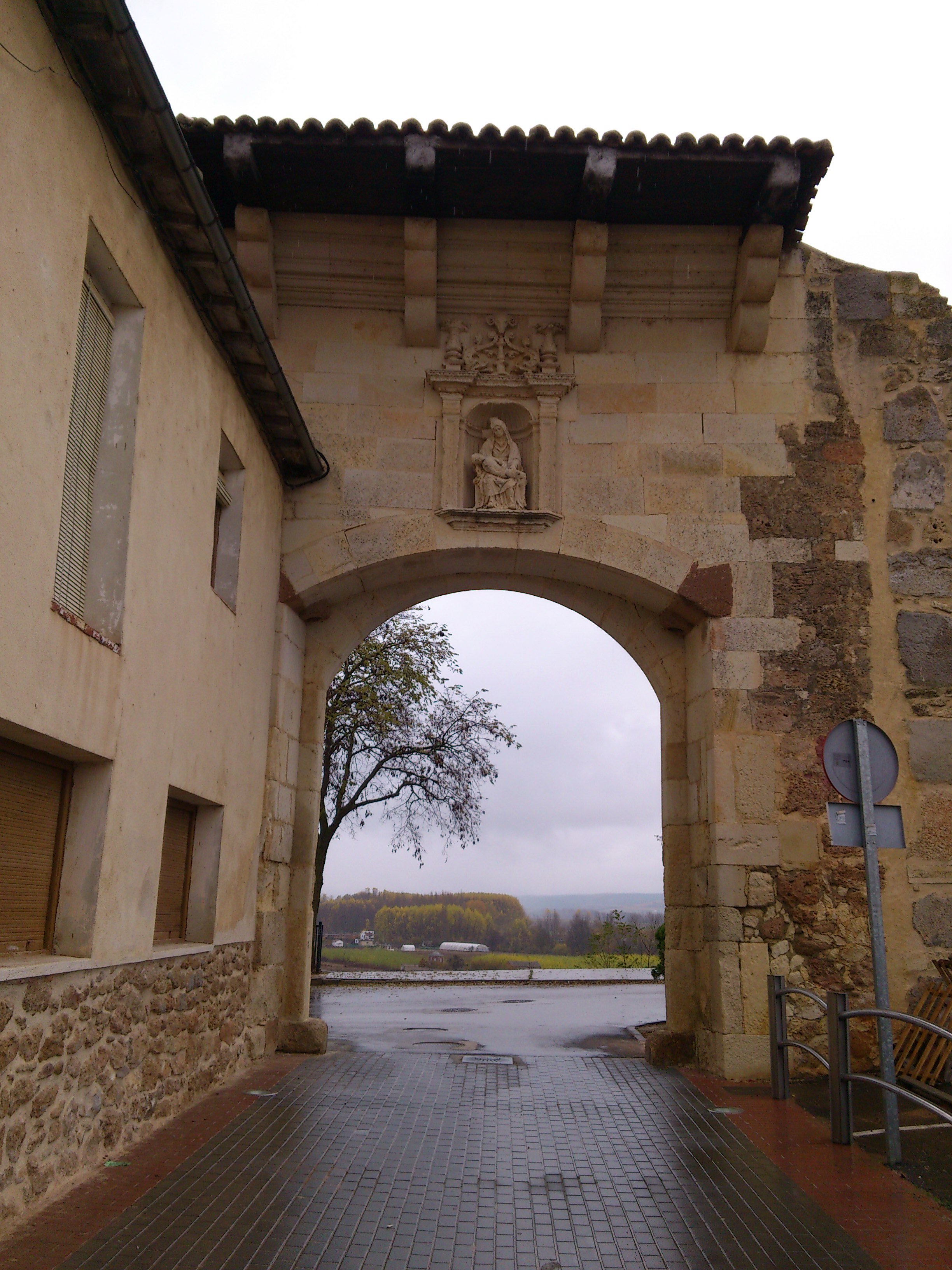
Herrera de Pisuerga - Puerta Nueva 001

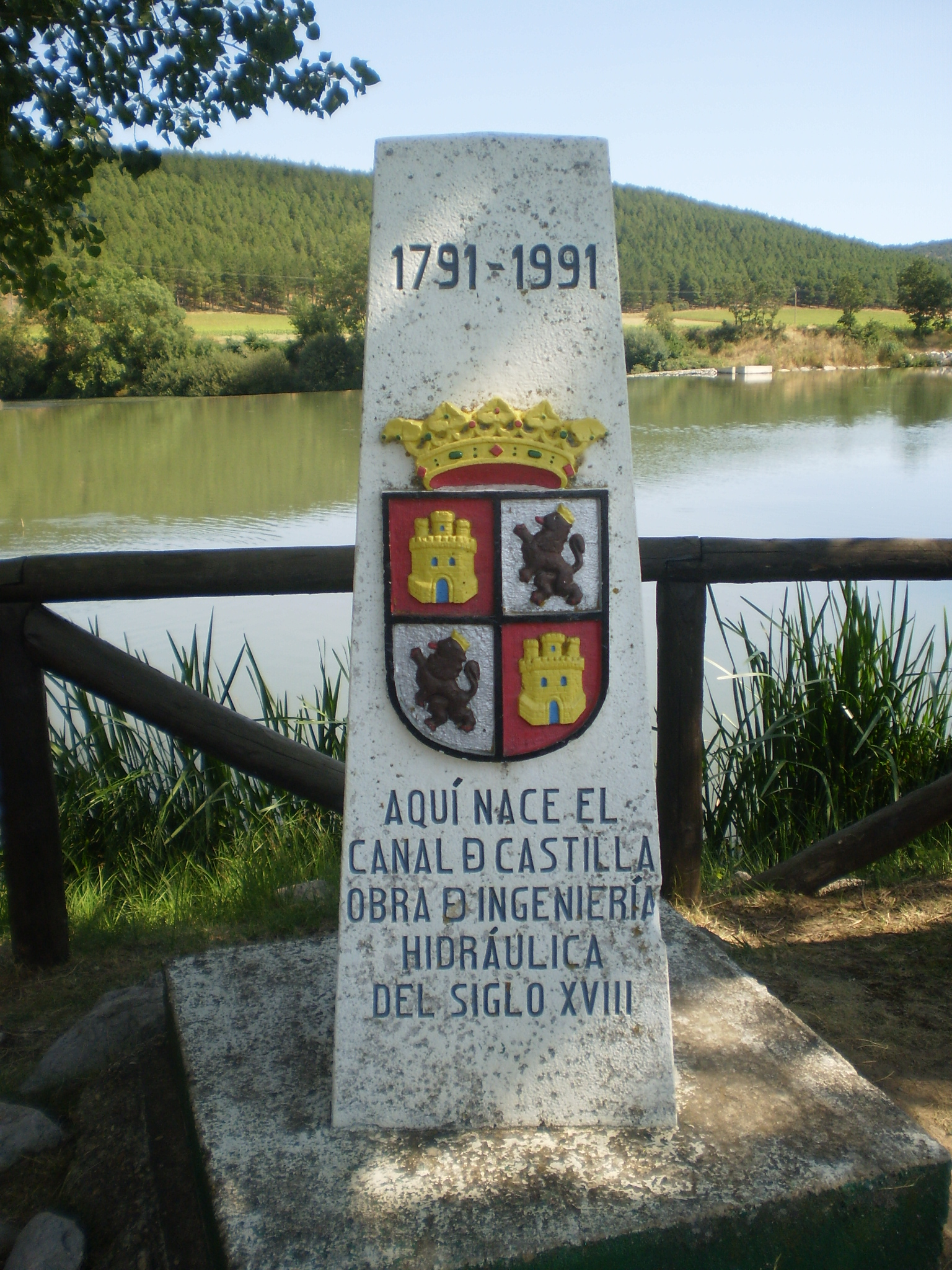
Ramal norte del canal de Castilla

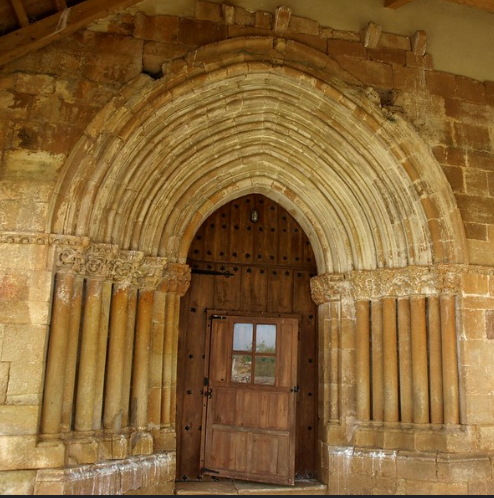
San Quirce de Río Pisuerga, portada

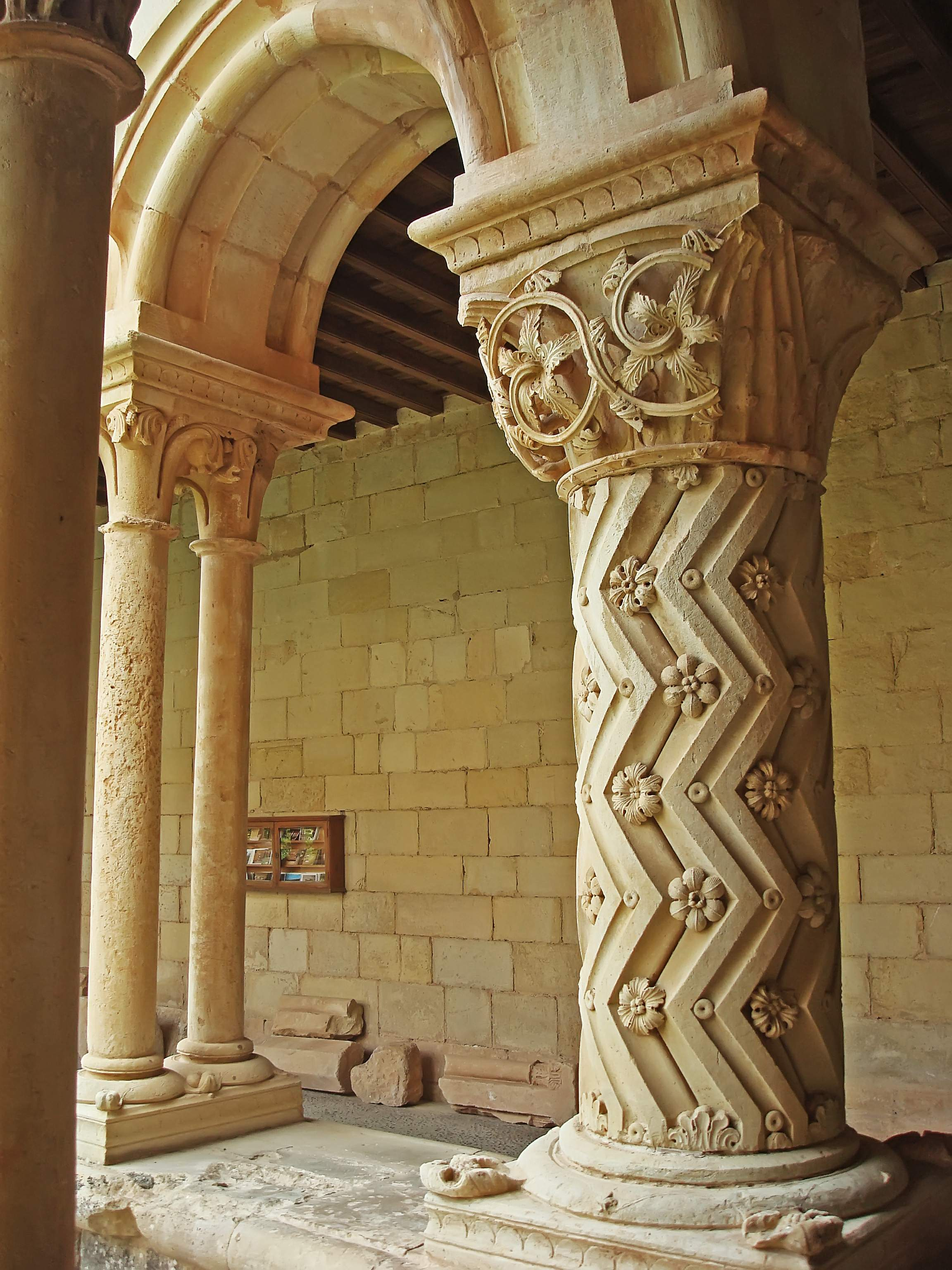
San Andrés de Arroyo

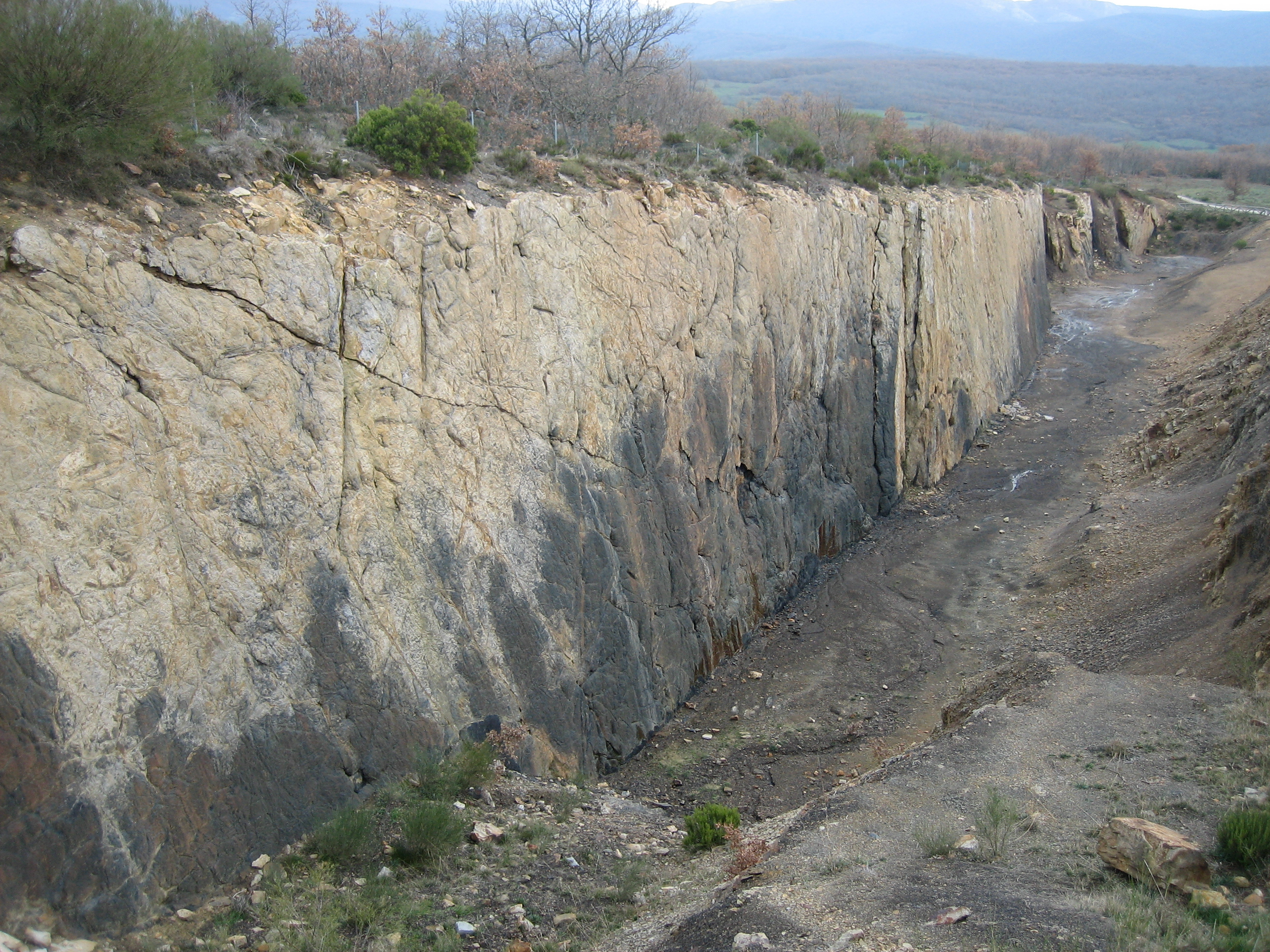
Pared de roca donde se halla el bosque fósil de Verdeña.

### Tramo delcanal de Castilla

#### Palencia
- Palencia (junto al canal de Castilla)
  - Catedral de San Antolín: principal monumento de la ciudad de Palencia, construida en estilo gótico.
  - Cristo del Otero: obra clave del escultor Victorio Macho,
  - Iglesia de san Miguel: su torre de carácter religioso-militar Templo del siglo XII,
  - Iglesia de San Francisco: fundación franciscana del siglo XIII, sufrió modificaciones en el siglo XVI, que alteraron su primitivo carácter gótico. Fue sede de las Cortes Generales en el siglo XIV y residencia real.
  - Convento de San Pablo: fue fundación de santo Domingo de Guzmán en el siglo XIII. La iglesia actual data de los siglos XV y XVI, y la espadaña de la fachada principal del XVIII.
  - Monasterio de Santa Clara: fueron fundadores y protectores de este convento gótico los Almirantes de Castilla. La iglesia data del siglo XV,
  - Iglesia de la Compañía (también llamada iglesia Nuestra Señora de la Calle): iglesia jesuítica construida en 1584.
  - Ermita de San Juan Bautista: pequeño pero hermoso templo románico. Su estructura fue trasladada y reconstruida en Palencia cuando el pueblo en el que se situaba (Villanueva del Río)
  - Palacio Episcopal: en este palacio, de severo estilo Neoclásico,
  - Iglesia de San Lázaro: con torre tardorrománica, la nave data del siglo XVI.
  - Iglesia de Santa Marina: templo del siglo XVIII.
  - Iglesia de San Bernardo: actualmente solo se conserva la fachada plateresca.
  - Seminario Mayor
  - Calle Mayor
  - Plaza Mayor: la plaza Mayor fue construida en el siglo
  - Palacio de la Diputación: edificio de 1914 de estilo neorrenacentista, proyectado por el arquitecto palentino Jerónimo Arroyo.
  - Casa del Cordón
- Grijota
  - Iglesia de la Santa Cruz, siglo XVI
  - Ermita de Nuestra Señora de los Ángeles: Templo de finales del siglo XIII
  - Esclusa del canal de Castilla

- Ribas de Campos
  - Calahorra de Ribas. En este lugar se iniciaron las obras del canal de Castilla, aquí encontramos la esclusa triple n.º 22-23-24
  - Monasterio de Santa Cruz de Ribas: Fundado en el siglo XII por el rey Alfonso VIII

- Amayuelas de Abajo
  - Iglesia de San Vicente

- Piña de Campos
  - Iglesia de San Miguel

- Frómista
  - Iglesia de San Martín de Tours. Del siglo XI, es uno de los templos románicos más completos de toda Europa
  - Iglesia de Santa María del Castillo. Gótico-renacentista
  - Iglesia de San Pedro. Es una iglesia gótica que se comenzó a construir en el siglo XV
  - Ermita del Otero
  - Canal de Castilla y sus esclusas 17,18.19.20
  - Desde aquí se une al Camino Francés, principal ruta de peregrinación en todo el mundo.

- Boadilla del Camino
  - Rollo gótico que podemos encontrar en Boadilla data del siglo XV
  - Iglesia de Santa María de la Asunción data del siglo XVI
  - El canal de Castilla, esclusa 16
  - Desde aquí se une el Camino Francés, principal ruta de peregrinación en todo el mundo.

- Requena de Campos
  - Iglesia parroquial del siglo XVI, consagrada a San Miguel,
  - Puente canal de Castilla

- Las Cabañas de Castilla
  - Iglesia de Nuestra Señora de la Purificación, Estilo gótico
  - Castillo de Las Cabañas, siglo XV
  - Puente del canal de Castilla

- Osorno
  - Yacimiento de Dessobriga
  - Ayuntamiento: Palacio Blasonado del siglo XVII.
  - Iglesia parroquial de la Asunción: De origen románico, la fábrica actual es del siglo XV. Altar mayor rococó, con buenas tallas del siglo XVI de la escuela de Felipe Bigarny. Se conserva además una pila bautismal románica,
  - Ermita de la Piedad: ermita mudéjar en la que destaca su artesonado mudéjar del siglo XVI.
  - Yacimiento del Dolmen de la Velilla: Megalito funerario, con enterramientos colectivos.
  - Ermita de Ronte: Ubicada junto al río Boedo, santuario de la patrona del pueblo.
  - Acueducto del río Vallarna
  - esclusa 15 del canal de Castilla
  - Desde aquí se une al Camino de Santiago Vía Aquitania

#### Burgos
- Melgar de Fernamental
  - Iglesia de la Asunción
  - Ayuntamiento
  - Acueducto de Abánades, (o puente del Rey), Obra de mampostería del siglo XVIII que salva el Canal de Castilla a su paso por el río Valdavia. Se encuentra a mitad de camino entre Osorno y Melgar de Fernamental.
  - Ermita de Nuestra Señora de Zorita
  - Ermita de San José
  - San Carlos de Abánades
  - Desde aquí se une el Camino de Santiago Vía Aquitania
- San Llorente de la Vega
  - Iglesia parroquial de San Lorenzo.
  - Esclusa 14 y Molino, Canal de Castilla

#### Palencia
- Naveros de Pisuerga
  - Iglesia de San Martín Obispo
  - Esclusa 13

- Olmos de Pisuerga
  - Iglesia de Nuestra Señora, de típico estilo gótico
  - Esclusas números 11 y 12 del Canal de Castilla

- Castrillo de Riopisuerga
  - Iglesia de San Bartolomé con  ábside románico, con varias fases constructivas.
  - Iglesia de San Martín.
  - Puente de la Campesina.
  - Esclusa 10 del Canal de Castilla

- Herrera de Pisuerga
  - Iglesia de Santa Ana, siglo XV
  - Restos de la muralla romana: Situados en la plaza Mayor. Restos de la cerca que protegía el campamento de la Legio IV Macedónica, acantonada en Herrera de Pisuerga tras las guerras cántabras.
  - Puerta Nueva: De mediados del siglo XVI.
  - Pisoraca  romana,  asentamiento de la Legio IV Macedonica
  - Camino de Santiago del Norte: Ruta del Besaya
  - San Quirce de Riopisuerga
  - Iglesia de San Miguel Árcangel

- Alar del Rey
  - Iglesia parroquial de Nuestra Señora del Carmen. Construida en 1898 en estilo neorrománico.
  - Km. 0 del Canal del Castilla. El Canal de Castilla nace en él, tomando su caudal del río Pisuerga,

### Tramo porLa OjedayLa Pernía. Ruta delRománico

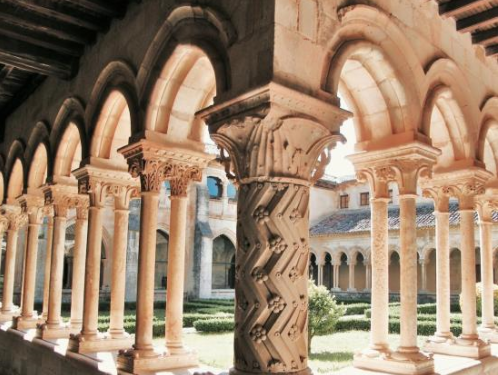
San Andrés de Arroyo, claustro

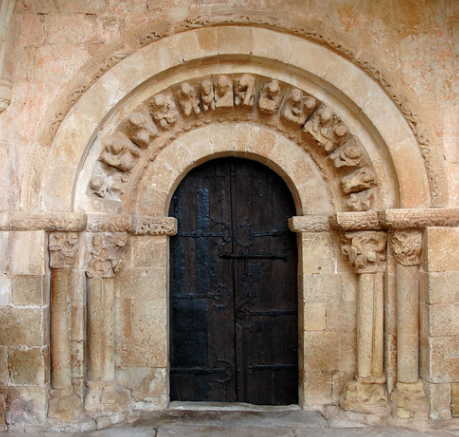
Perezancas, portada

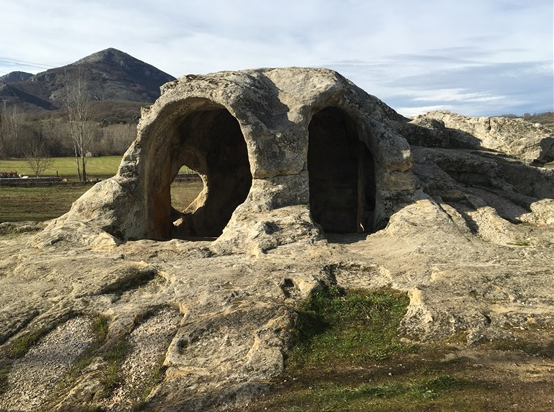
Eremitorio de San Vicente, Vado

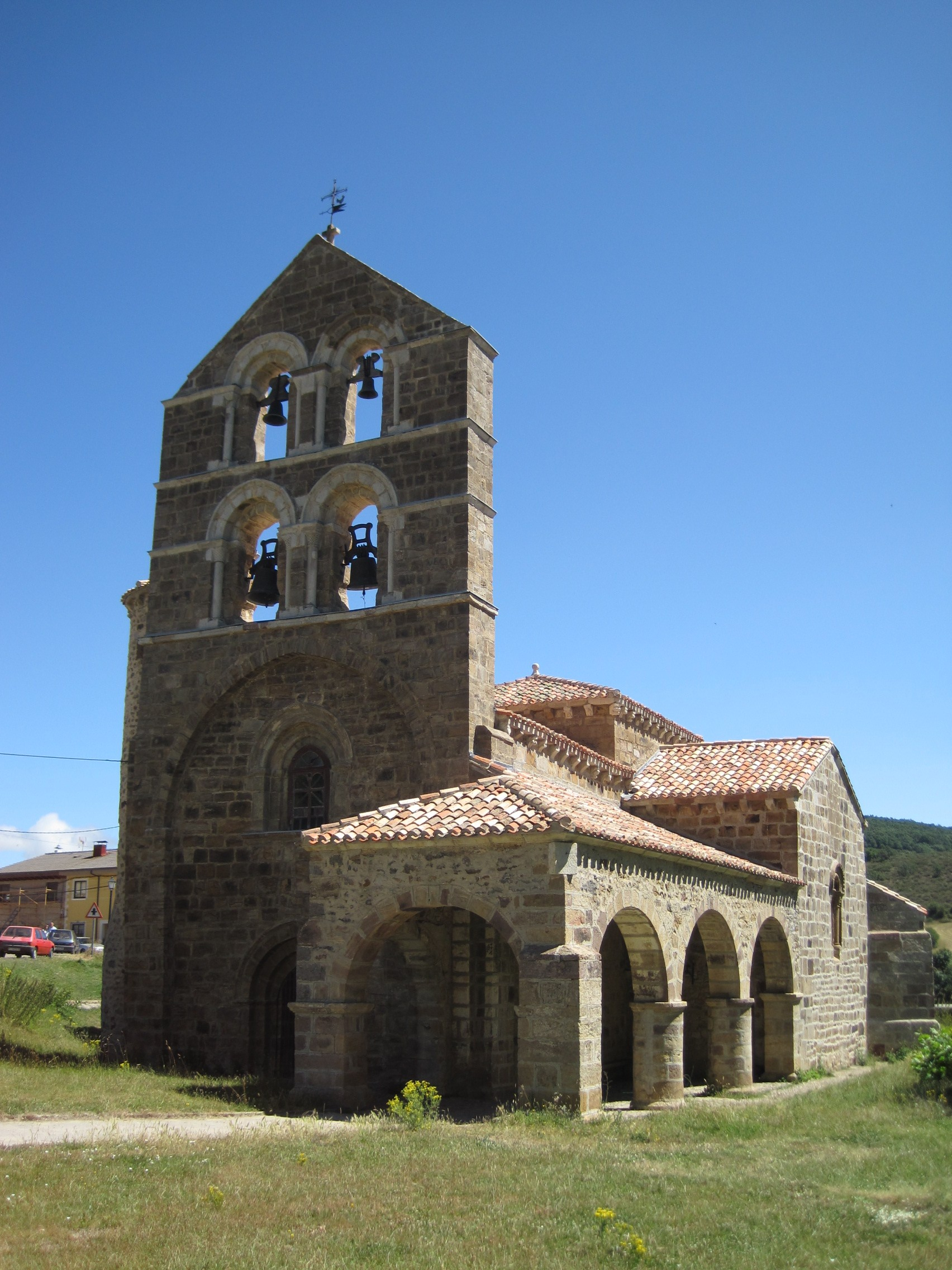
San Salvador de Cantamuda

##### Palencia
- Pradanos de Ojeda
  - Iglesia parroquial San Cristóbal, Conjunto románico-renacentista comenzada en el siglo XII y terminada entre los siglos XV y XVII
  - La ermita de San Pedro´
  - Ermita de San Jorde . Templo de origen románico del siglo XIII

- San Andrés de Arroyo
  - monasterio cisterciense de San Andrés de Arroyo. Abadía de monjas Cistercienses, de la Congregación de San Bernardo o de Castilla, a caballo entre los siglos XII y XIII, y por lo tanto en la transición del románico al gótico

- Santibañez de Ecla
  - Iglesia de San Juan

- Cozuelos de Ojeda
  - Iglesia católica dedicada a Nuestra Señora de la Asunción (1526), renacentista
  - Ermita de Santo Tomás

- Perazancas de Ojeda
  - Iglesia románica de la Asunción,  finales del siglo XII,
  - Ermita de San Pelayo, , con fustes y capiteles de un edificio anterior, mozárabe o visigodo

- Dehesa de Montejo
  - Iglesia de San Pelayo

- Vado
  - Eremitorio rupestre de san Vicente, situado en la confluencia de los ríos Pisuerga y Rivera,
  - Iglesia parroquial de San Sebastián , estilo gótico

### Tramo por LaMontaña Palentina

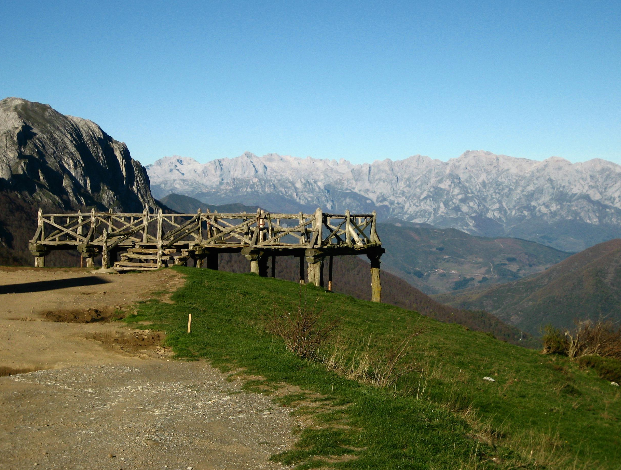
Piedrasluenguas, mirador

##### Palencia
- Cervera de Pisuerga
  - Iglesia de Santa María del Castillo: iglesia gótica del siglo XVI
  - Ermita de la Cruz: iglesia barroca del siglo XVIII
  - Casa de los Leones,
  - Desde aquí se une al Camino de Santiago olvidado / Viejo Camino de Santiago

- Arbejal
  - Iglesia de San Andrés Apóstol

- Vañes
  - Iglesia de El Salvador

- Estalaya
  - Iglesia de Nuestra Señora de la Asunción de Nuestra Señora

- Verdeña
  - bosque fósil, yacimiento paleontológico del tipo «bosque petrificado»

- San Salvador de Cantamuda, 
  - Colegiata de San Salvador
  - Rollo juridisccional: siglo XVI

- Camasobres
  - Iglesia católica de San Pantaleón

- Piedrasluengas
  - Iglesia con escultura de la Virgen María con el niño.
  - Parque natural Montaña Palentina, Dos antiguas rutas como son la antigua calzada romana que evoluciona en el Camino Real de la Valdavia y la también calzada romana del Burejo, que partía desde Pisoraca]] y atravesaba por este paso la cordillera Cantábrica. El valle formado por el río Bullón sirve de paso natural para atravesar las montañas

### Tramo porLiébana

#### Cantabria
- Cueva

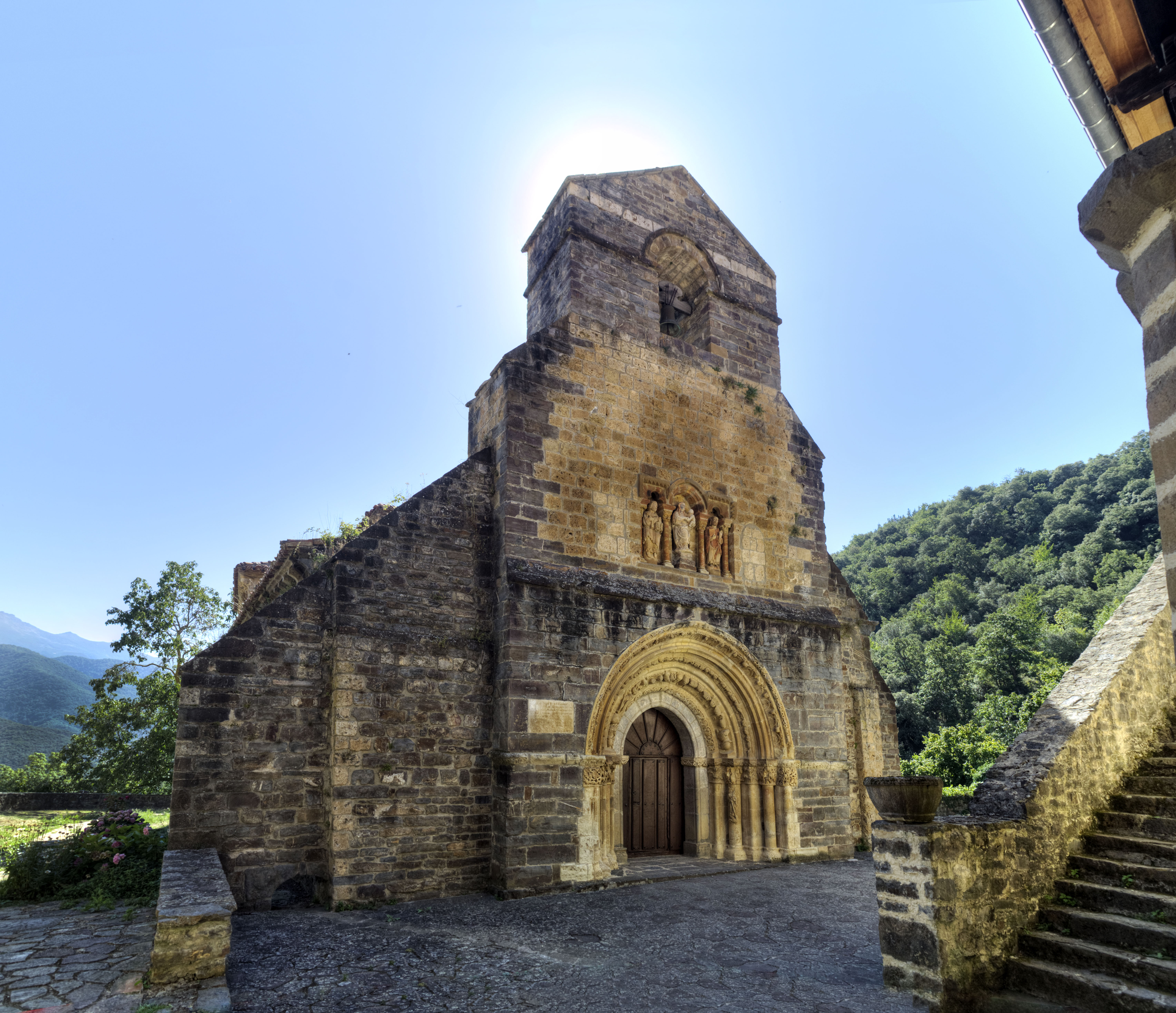
Santa María de Piasca

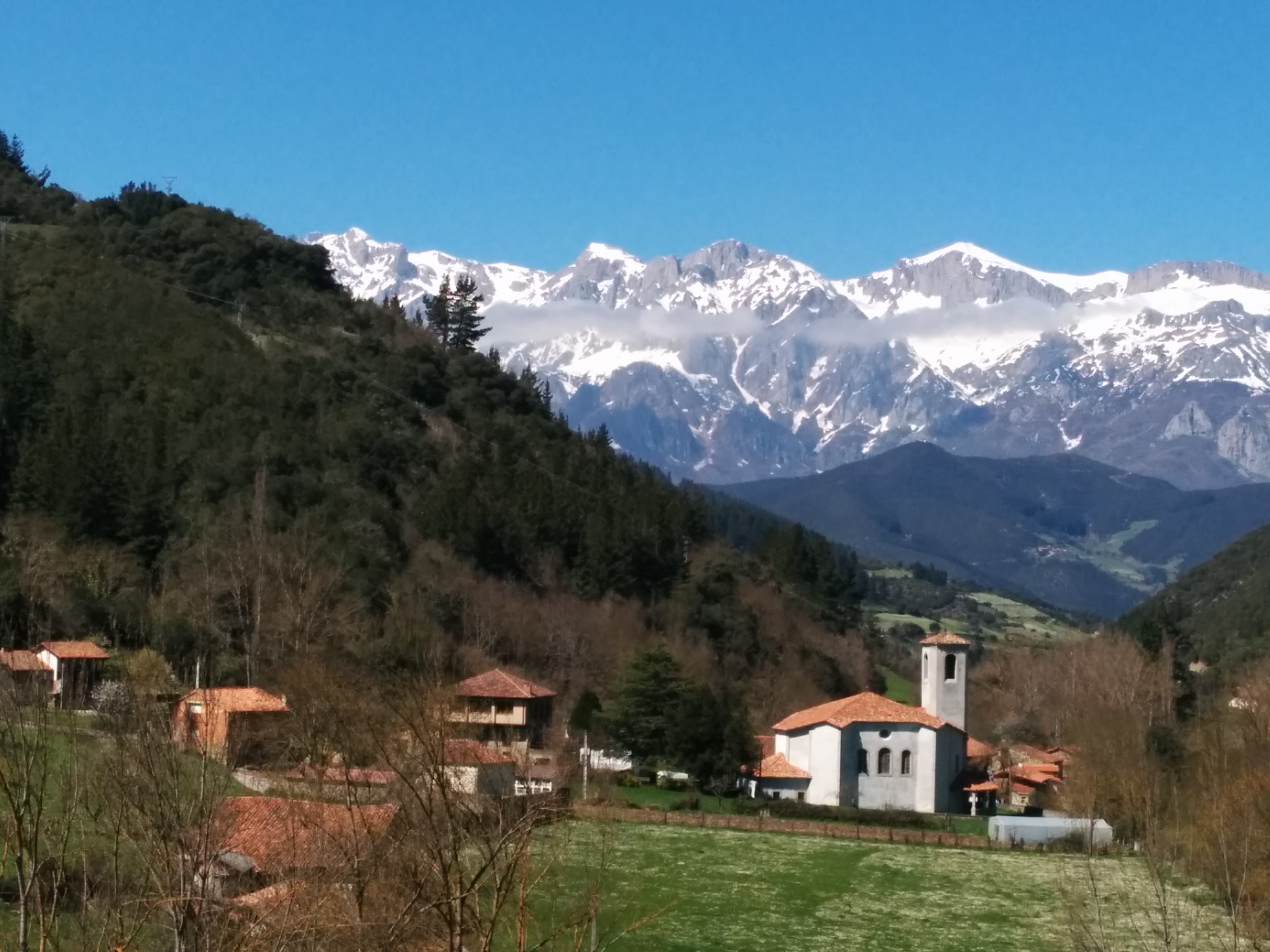
Cabezón de Liébana

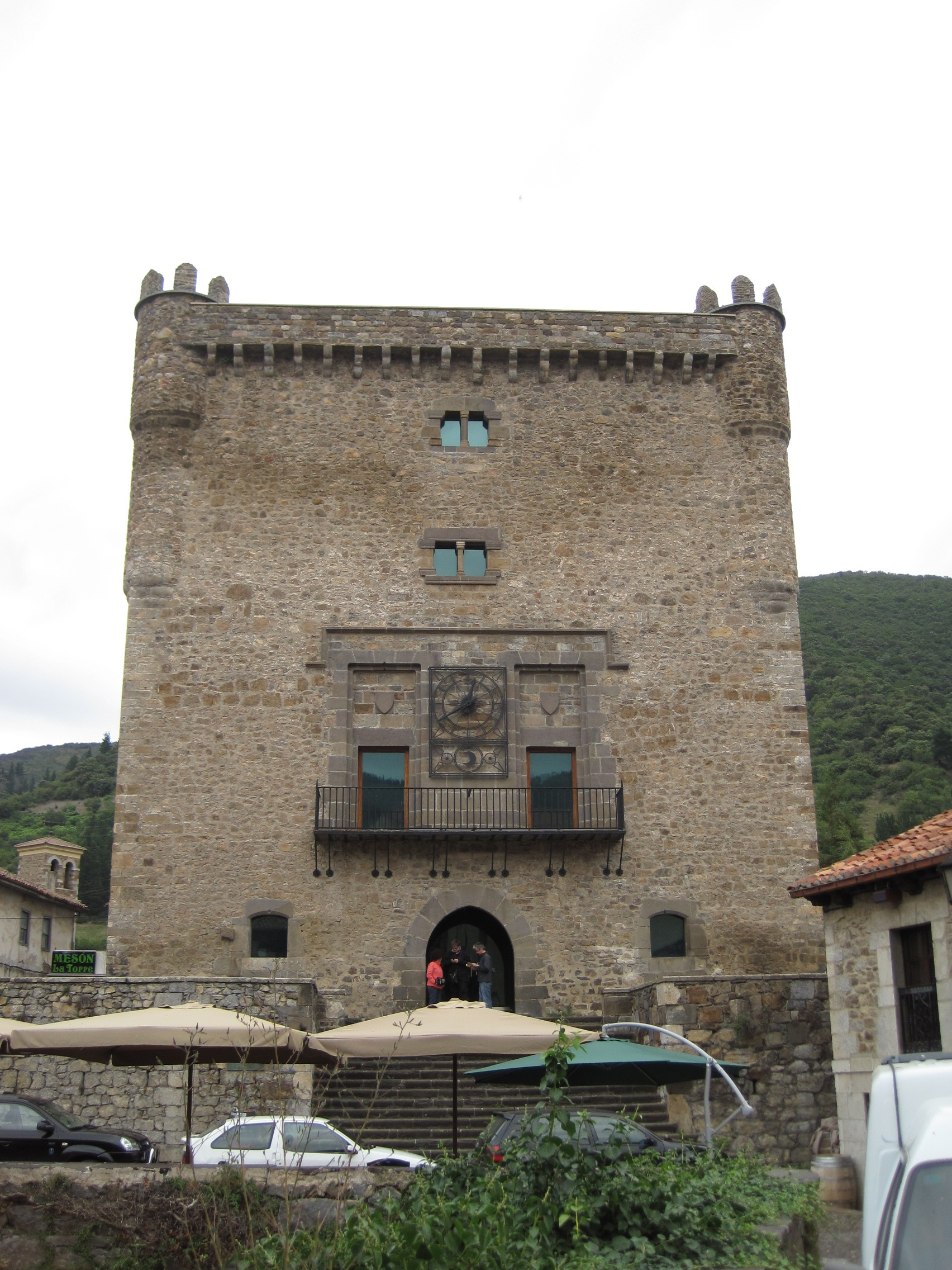
Torre del Infantado, Potes.

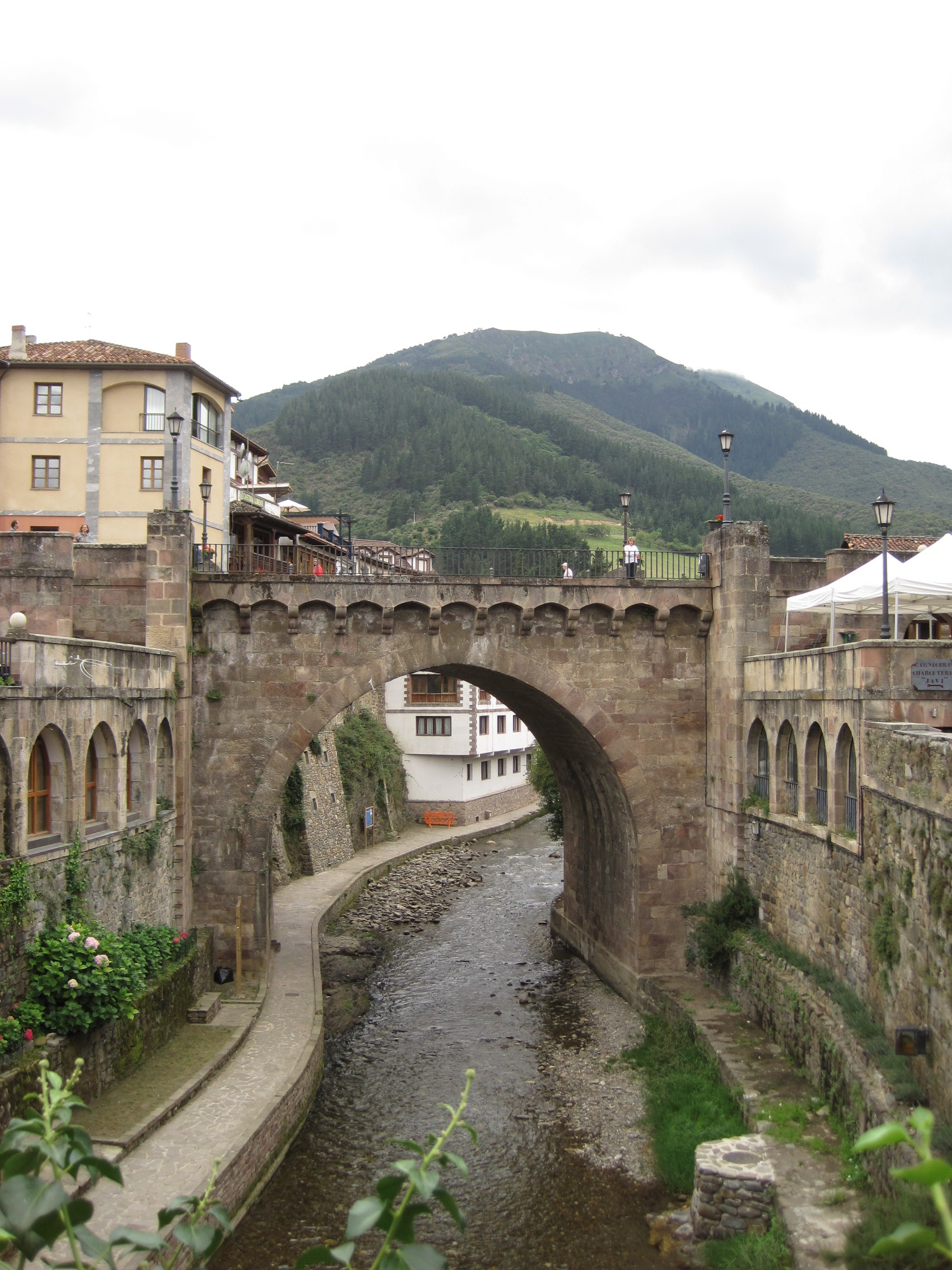
El río Quiviesa a su paso por la localidad de Potes.

  - Iglesia parroquial de San esteban,

- Avellanedo
  - Iglesia de Santa Eulalia
  - hórreo del siglo XVII

- Pesaguero
  - Ermita de Nuestra Señora de la Asunción

- Lomeña
  - Iglesia de San Juan Degollado

- Yebas

- Los Cos

- Piasca
  - iglesia de Santa María de Piasca,románico cántabro

- Cabezón de Liébana
  - Iglesia de San Emeterio y San Celedonio

- Frama
  - Iglesia de Nuestra Señora de los Caballeros

- Potes
  - Iglesia de San Vicente
  - Torre del Infantado

- Monasterio de Santo Toribio de Liébana
  - Lignum Crucis

## Caminos que se incorporan en su recorrido

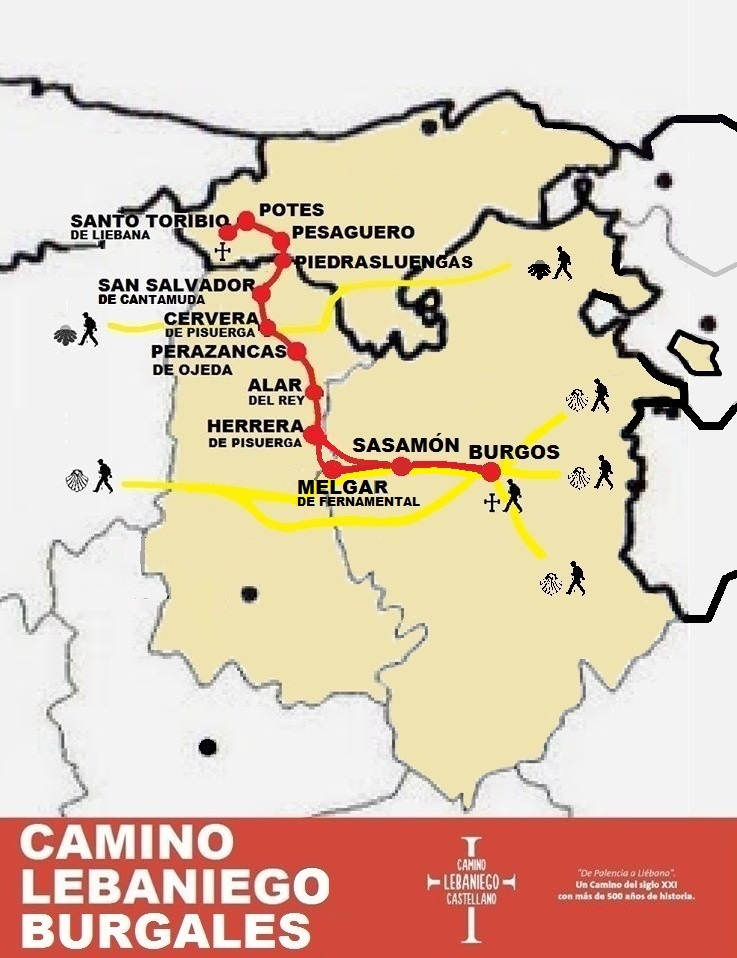
Camino Lebaniego Burgalés
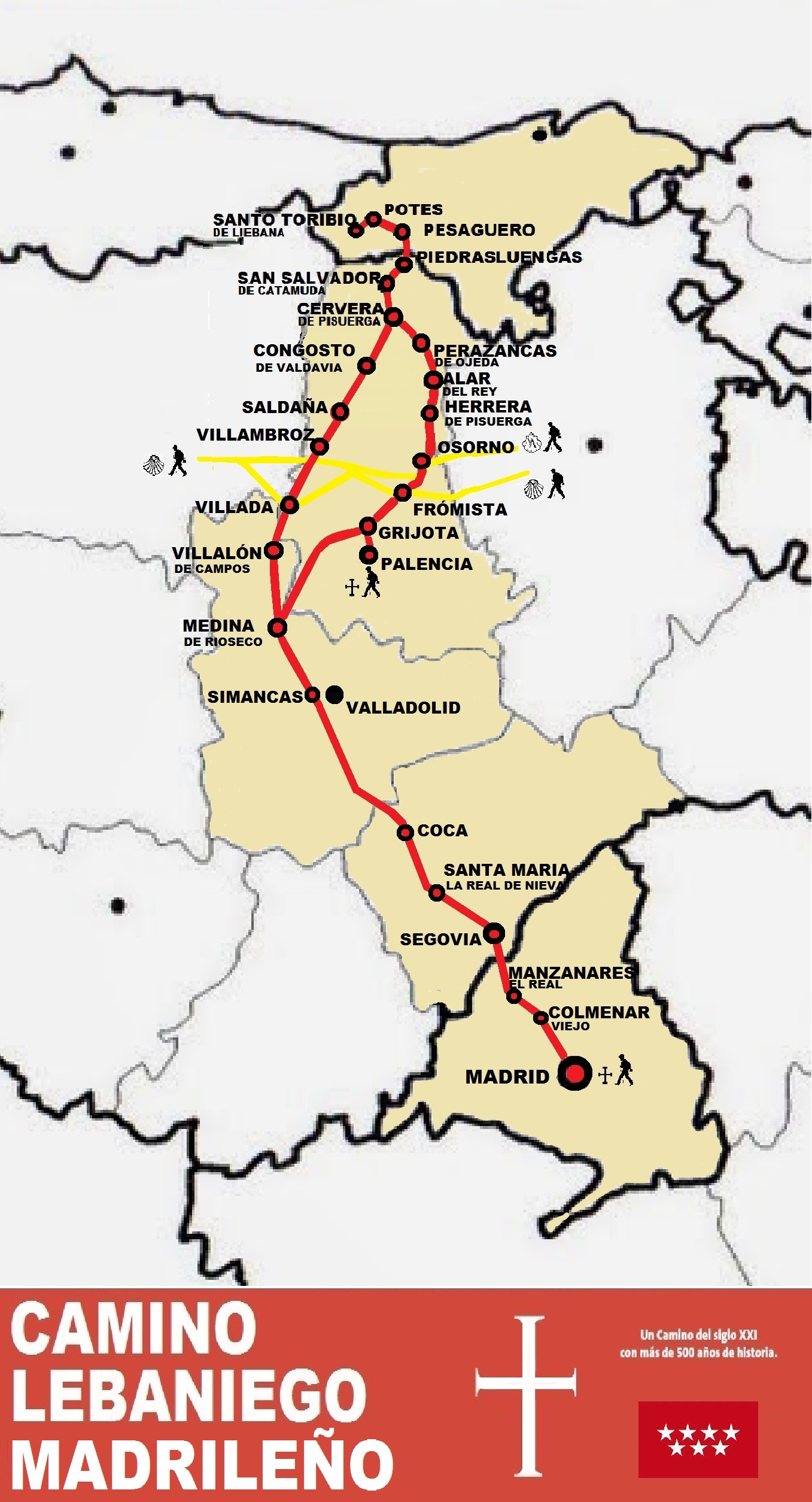
Camino Lebaniego Madrileño

### Camino Lebaniego Burgalés
Los peregrinos que llegaban desde el este y sureste peninsular lo hacían atreves de Burgos, punto de unión de los distintos caminos de peregrinos, los mismos que usaban para ir a Santiago (Camino Francés, Camino de la Calzada Vía Aquitania, Camino de la Lana por el Levante), desde Burgos seguían por los antiguos caminos de las calzadas romanas, en este caso por la Vía XXXIV, por el actual Camino a Santiago Vía Aquitania  hasta Sasamón y desde aquí por la calzada  de Segisama Iulia a Pisoraca (Herrera de Pisuerga). O seguir desde Sasamón por el camino de La Calzada Vía Aquitania hasta Melgar de Fernamental y desde aquí por el embarcadero de Carrecalzada en el Canal de Castilla  seguir por el Camino Lebaniego Castellano.  El actual Monasterio de Santo Toribio de Liébana en Cantabria, es regentado por la orden franciscana, recordando la visita que hizo el Santo tras la audiencia en Burgos con el Rey de Castilla. San Francisco según la tradición, en su camino a Santiago desde Burgos pasó por Santo Toribio de Liébana.

### Camino Lebaniego Madrileño
Este camino se basa en la antigua calzada de Toledo a Liébana, el Camino Lebaniego Madrileño, aprovecha la calazada romana desde Madrid por Segovia en este caso la Vía XXIV, por el actual Camino de Santiago de Madrid hasta Villalón de Campos  y desde aquí sigue por Villada y Saldaña  a enlazar con el Camino Lebaniego Castellano en Cervera de Pisuerga, otra variante enlaza en Valladolid o en Medina de Rioseco, por el canal de Castilla con el Camino Lebaniego Castellano.

## Documentación y bibliografía
- Enrique Campuzano|CAMPUZANO, Enrique. Santo Toribio de Liébana. Consejería de Cultura, Turismo y Deporte del Gobierno de Cantabria. Santander, 2006. ISBN 84-934926-3-9.
- [Miguel Ángel García Guinea|GARCÍA GUINEA, Miguel Ángel. El monasterio de Santo Toribio de Liébana. Editorial Everest. León, 1999. ISBN 978-84-241-4855-3.
- José Ramón Gutiérrez Aja|GUTIÉRREZ AJA, José Ramón. La Liébana. Picos de Europa. Santander, 1996.
- Santo Toribio, Obispo. José M.ª Alonso del Val O.F.M. 2000.
- La correspondencia entre los obispos hispanos y el papado durante el siglo V. Josep Vilella Masana. 1994.
- Camino Lebaniego Castellano. Palencia: Diputación Provincial, 2017. 30 p.
- Francia Lorenzo, Santiago;Territorio Perniano (de Matías Barrio y Mier)
- Martínez Díaz, Gonzalo: Restauración y límites de la diócesis palentina
- Montenegro, Julia: Colección diplomática de Santa María de Piasca: (875-1252)
- Pérez Mier, Laureano: El Condado de Pernía
- García Guinea, Miguel Ángel: Románico en Palencia. Diputación de Palencia, 2002 (2.ª edición, revisada).
- Gonzalo Alcalde Crespo: Boedo-Ojeda, Aguilar y Barruelo. Palencia, Cálamo, 2000.
- Varios autores (1986). El Canal de Castilla. GREFOL SA. (Móstoles, Madrid) para la Junta de Castilla y León. Depósito Legal M-8.751-1986.